# Eupithecia caduca
Eupithecia caduca es una especie de polilla de la familia Geometridae. La especie fue descrita por primera vez por András Mátyás Vojnits habiendo sido descrita en 1984, con distribución en China. El holotipo de la especie fue descrita en la Provincia de Yunnan, a poca distancia de la comunidad de Li-kiang. Es una polilla con alas anteriores color de ocre a marrón y sus alas traseras son más blanquecinas. Tiene un punto discal de buen tamaño, casi circular y negro.